# Montmançon
Montmançon település Franciaországban, Côte-d’Or megyében. Lakosainak száma 242 fő (2022. január 1.). Montmançon Cheuge, Drambon, Saint-Sauveur, Charmes és Marandeuil községekkel határos.

## Népesség
A település népességének változása:
| Lakosok száma | 110  | 144  | 164  | 194  | 237  | 249  | 248  | 243  | 244  | 242  |
|               | 1968 | 1982 | 1990 | 2006 | 2013 | 2015 | 2017 | 2019 | 2020 | 2022 |